# Zapiekanka (fast food)

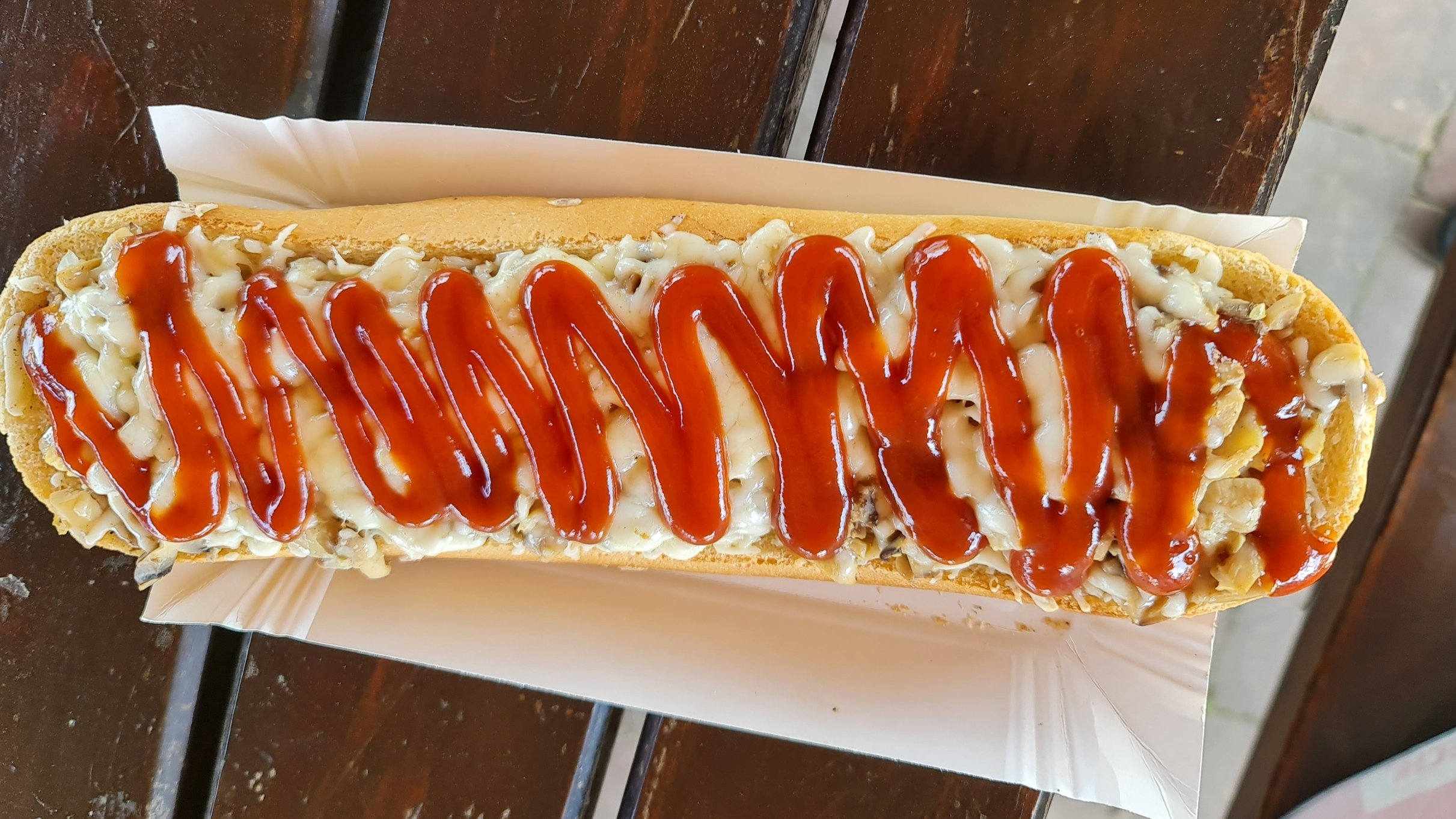
Typowa zapiekanka

Zapiekanka – polski fast food, powstały w latach 70. XX wieku za zasługą Edwarda Gierka, w okresie Polskiej Rzeczypospolitej Ludowej, popularny do dziś w barach szybkiej obsługi i w małej gastronomii na terenie Polski, ze względu na wielkość, krótki czas przygotowania oraz niską ceną produkcji i zakupu. 
Zapiekanki uznawane są za pierwszy polski street food. Powstały one w latach 70., kiedy Polska na zlecenie Gierka kupiła licencję na produkcję bagietek. Gierek, który spędził większość swojej młodości we Francji i Belgii, uważał, że bagietka była rzeczą przyjemną oraz bardzo praktyczną – idealną bazą na szybkie i proste w konsumpcji dania. Pierwotnie serwowany w formie podłużnej bułki z farszem cebulowo-pieczarkowym okraszonej żółtym serem (często był to ser tylżycki). Jest to rodzaj gorącej kanapki, podawanej głównie z pieczarkami (również z wędliną) na bułce zapiekanej z żółtym serem i podawanej z keczupem lub innymi sosami. W różnych wariantach mogą się pojawiać inne składniki, jak na przykład cebula lub papryka. Przygotowywana ze świeżych produktów lub gotowa, kupiona w sklepie jako mrożonka do odgrzania. 